# 森林暮眼蝶
森林暮眼蝶（学名：Melanitis phedima），「暮」是指本屬物種大多在天色接近黃昏時刻活動。本種會棲息於森林的環境，因此以「森林」取名為「森林暮眼蝶」，又則名為:黑樹蔭蝶、睇暮眼蝶、黑樹間蝶、黑珠衣蝶、黑稻眼蝶、黑木間日蔭蝶、黑目蝶。雌雄斑紋相似。分布於平地及低海拔山區，成蝶較多棲息於陰暗的竹林環境。

## 特徵

### 濕季型
雄蝶：翅背面為暗褐色，外緣色較淺；翅緣為褐色。前翅頂角下方僅微呈尖角狀；近頂角處具一明顯近乎圓形的淡黃褐色斑，被褐色脈紋分割。後翅無斑紋。翅腹面為深暗紫褐色，密布均勻的黃褐色細紋；外緣為赤褐色。前翅有四枚小型而不明顯、白瞳孔的眼狀斑點。後翅具有六枚靠近邊緣明顯的眼狀斑點，其中上方第二枚極小，肛角處者成對，其餘四枚大小近似且較大，每枚皆具白色瞳孔。
雌蝶：兩翅背面比雄蝶顏色更淺。前翅頂角下方呈更寬廣的尖角狀；整個頂角區域為廣大的淡黃褐色區，其上具一枚位於中室上端與中脈間的圓形黑斑，黑斑中央具白色瞳孔，其下方尚有一枚極小而模糊的眼斑，上方則有三枚眼斑。後翅在中脈與下中脈之間具一枚位於後方邊緣的小型黑色眼斑，瞳孔為白色。
兩翅腹面基底色為淡紫褐色黃色，密布深褐色細紋，基部與盤域橫帶略帶淡紫色灰褐色；眼狀斑點同雄蝶，但稍大些；外緣為黃褐色。前翅具不明顯的黃褐色斜中帶與波狀狹窄盤狀橫帶，後翅則具向外彎曲類似的中帶，後二者輪廓較明顯。
身體腹面與觸角為灰黃褐色雜斑；足部為褐色；觸角為褐色，末端具淡黃褐色尖端。

### 乾季型
雄蝶：翅背面比濕季型更深，呈暗褐色，並帶有紫色調，外緣密佈紫色灰褐色鱗片。前翅頂角下方比濕季型雄蝶更尖銳突出；大型頂角斑為濃黃褐色，內側最深，該斑從中室末端延伸至灰色邊緣；眼狀斑點不明顯。後翅無斑紋；尾突更長。翅腹面為濃密的紫褐色或紫橄欖褐色，灰色細紋非常不規則，多少呈模糊分布與斑駁狀，基部最暗，盤域外緣帶灰褐色；眼狀斑點較小，輪廓不清。
雌蝶：翅背面比雄蝶色更淺，灰色邊緣不明顯。前翅頂角下方比雄蝶更加尖銳突出；濃黃褐色的頂角斑約佔翅面一半，或多或少深入中室及後角，所包含的眼狀斑點如濕季型雌蝶一般存在，或發展出兩枚普通分佈的亞頂角黑色斑點，但二者完全分離，多少延長，並具明顯白色瞳孔。後翅具一枚或二枚後方邊緣白色小點。
翅腹面。兩翅為暗黃褐色，具均勻分佈的深褐色細紋，偶爾呈不規則塊狀；邊緣附近之眼狀斑點亦呈斑塊狀。

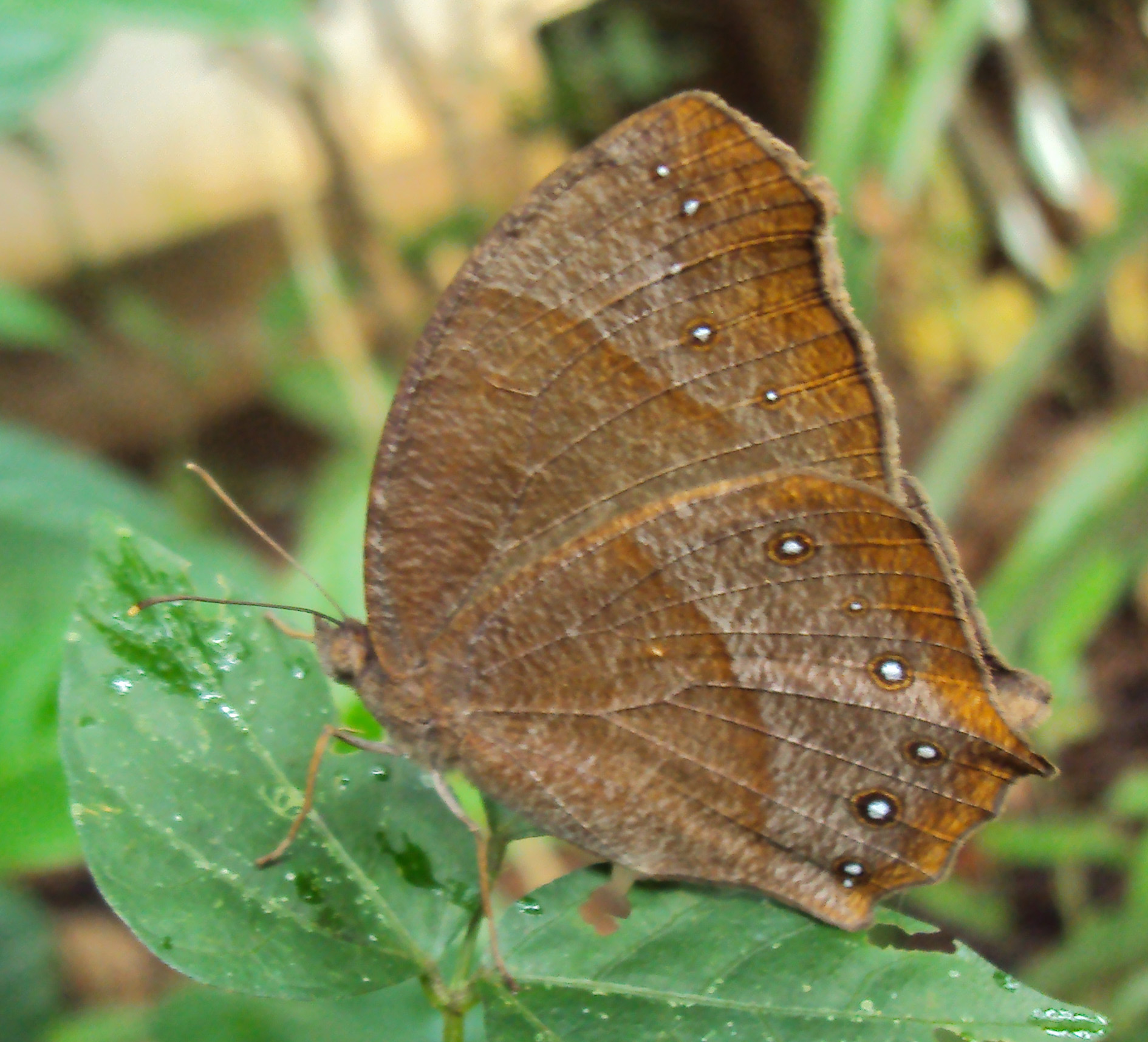
M. p. bethami 濕季型 喀拉拉邦，印度
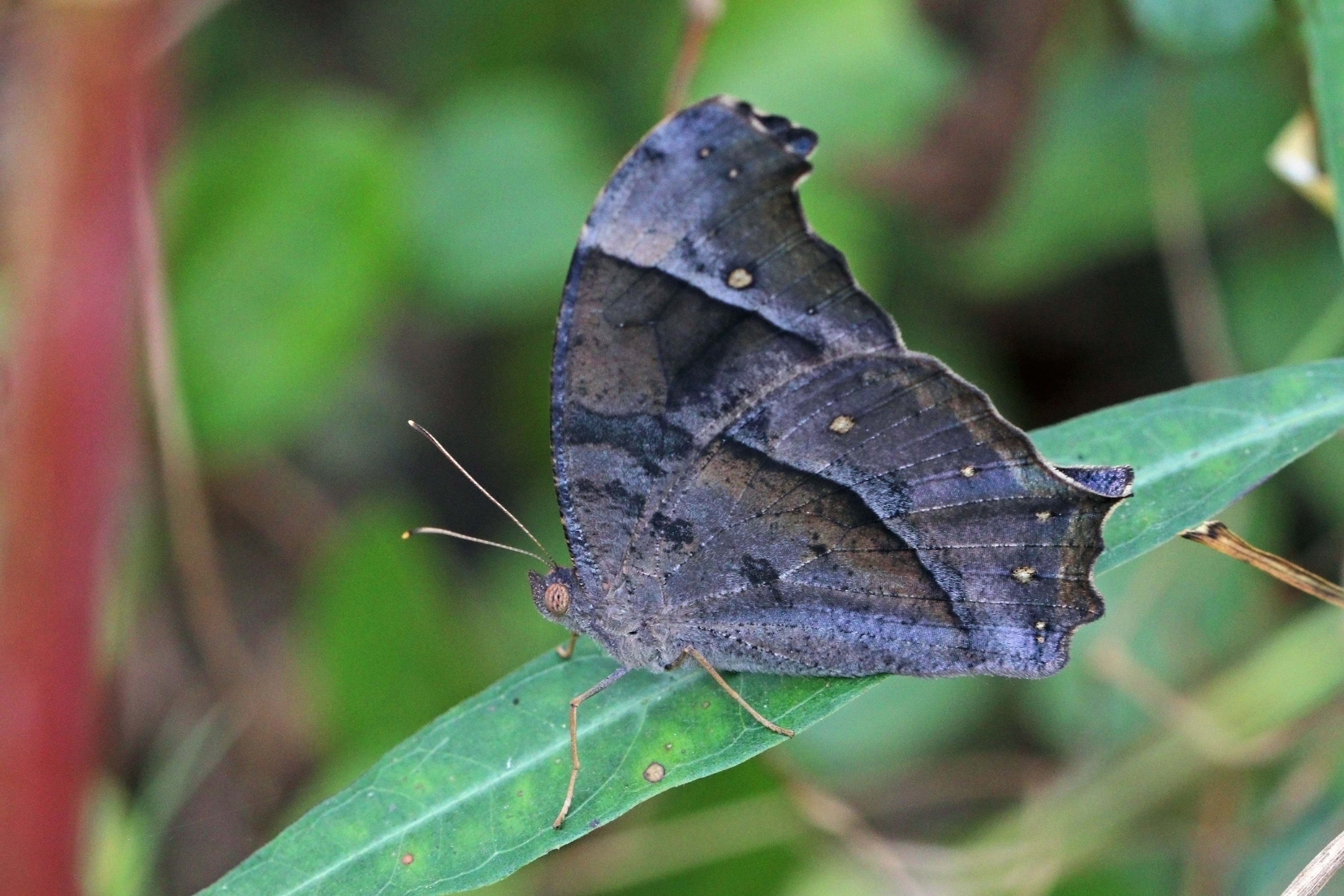
M. p. bethami乾季型 中央邦，印度
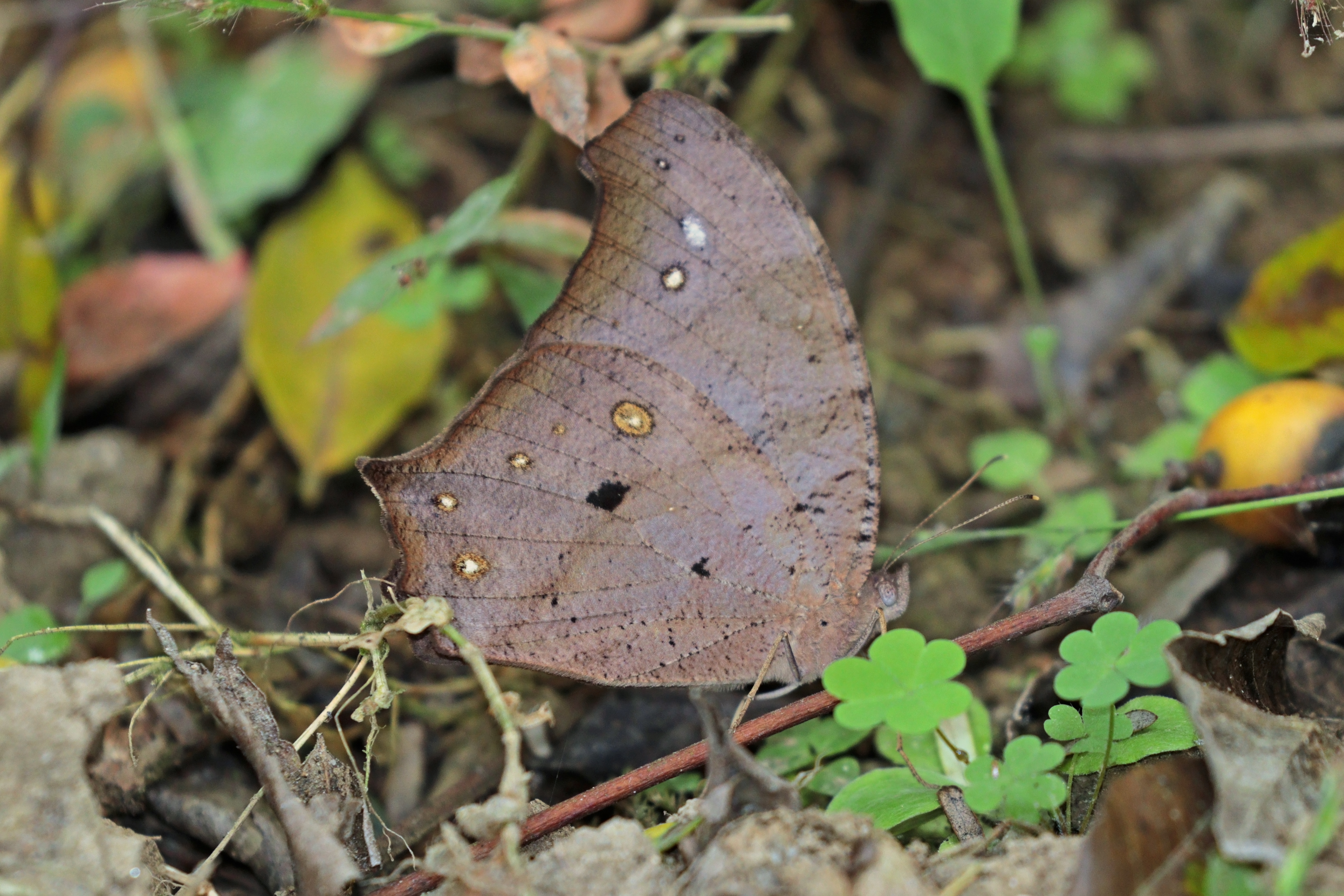
M. p. bela乾季型 奇旺，尼泊爾

## 生態習性
在台灣可以全年見到成蝶，屬於多世代。

## 棲地分佈
在台灣分布於低海拔山區和平地，成蝶喜好停棲於陰暗的森林環境。

## 攝食食物
寄主食物 在台灣發現的紀錄有[[禾本科象草、芒、棕葉狗尾草、大黍等，或是竹亞科亦會食用。 

## 外部連結
- 维基共享资源上的相關多媒體資源：森林暮眼蝶